# Sede do Banco da República Oriental do Uruguai

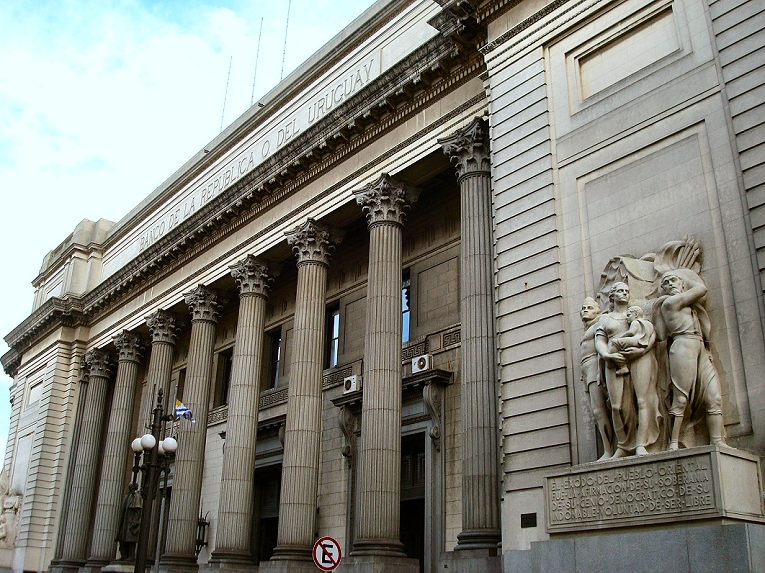
Banco de la República Oriental del Uruguay.

A sede central do Banco da República Oriental do Uruguai (em castelhano:  Banco de la República Oriental del Uruguay) é um dos edifícios mais representativos da Cidade Velha que abriga o Banco da República Oriental do Uruguai. Projetado pelo renomado arquiteto italiano Giovanni Veltroni com uma combinação de estilos clássicos, a sede ocupa um quarteirão inteiro e foi inaugurada em 1938. O edifício é um marco histórico nacional desde 1975.
As esculturas de sua fachada são obra do escultor uruguaio Juan Zorrilla de San Martín; Uma expansão do terceiro andar e reestruturação da base foram feitas em 1953.